# Homopus femoralis
La tortuga femoral (Homopus femoralis) es una especie de tortuga terrestre pequeña del género Homopus, género endémico de Sudáfrica. 
Esta es la más grande de las tortugas padloper, pero no obstante es pequeña, con un promedio de un poco más de 10 cm de longitud. Al igual que su pariente cercano, Homopus areolatus, tiene solo cuatro uñas en las patas delanteras. Su caparazón es de color de aceituna a rojo, y es ligeramente aplanado. 
Su hábitat se limita a las zonas rocosas del Gran Karoo, aproximadamente desde Pearston Wolwefontein y en el este de Sutherland, y en el oeste de Carnarvon. 
Poco estudiadas, no se reconoce en la UICN base de datos, a pesar de que aparece en ITIS y otras bases de datos. 